# 멜 패턴
멜빈 에머리 "멜" 패턴(영어: Melvin Emery "Mel" Patton, 1924년 11월 16일 ~ 2014년 5월 9일)은 미국의 단거리달리기 선수로 1948년 하계 올림픽 2관왕이었다.
로스앤젤레스에서 태어나 1940년대 후반에 "펠 멜"이라는 별명이 붙으면서 서던캘리포니아 대학교에서 딘 크롬웰의 코치를 받아 육상에서 자신의 주목을 만들었다.
1947년 NCAA 100 야드 경주를 우승하고 1948년과 1949년에는 100 야드와 220 야드 2종목을 같은 경기에서 완료하였다. 1947년에는 자신이 이듬해 9.3초로 낮춘 100 야드 경주 세계 기록 9.4초의 동점을 이루었다. 1949년에는 220 야드의 세계 기록 20.2초를 세워 제시 오언스의 기록을 깼다.
올림픽 선발 시합의 100m 결승전에서 바니 유얼에게 패하고나서 런던 올림픽에서는 5위에 그쳤다. 200m 경주와 400m 릴레이에서 2개의 금메달을 획득하면서 자신의 실망에 보상을 받았다.
육상에서 은퇴한 후, 전자 산업에 들어가기 전에 코치를 지냈다. 89세의 나이로 캘리포니아주 폴브룩에서 사망하였다.